# Stackyard Green
Stackyard Green ist ein Weiler in der Gemeinde Monks Eleigh, im District Babergh in der Grafschaft Suffolk, England.